# Santa Olalla del Cala
Santa Olalla del Cala – gmina w Hiszpanii, w prowincji Huelva, w Andaluzji, o powierzchni 202,93 km². W 2011 roku gmina liczyła 2120 mieszkańców.